# Sebastian Schuster (Musiker)
Sebastian Schuster (* 10. Juni 1982 in Nürtingen) ist ein deutscher Jazz- und Weltmusiker (Kontrabass, Komposition).

## Leben und Wirken
Schuster erhielt als Kind regelmäßig klassischen Klavierunterricht und lernte ab 1997 Kontrabass. Von 2000 bis 2001 war er Mitglied des Bundesjugendorchesters. 2003 begann er an der Staatlichen Hochschule für Musik und Darstellende Kunst Stuttgart ein Schulmusikstudium mit Hauptfach Kontrabass, wechselte aber 2004 den Studiengang in das Fach Orchestermusik mit Hauptfach Kontrabass bei Ulrich Lau und Matthias Weber. 2010 schloss er das Studium mit einem Diplom ab. Zusätzlich nahm er 2008 ein Jazzstudium mit Schwerpunkt Kontrabass bei Mini Schulz auf. Mit einem DAAD-Stipendium studierte er 2013 an der University of Cape Town bei Hein van de Geyn.
Gemeinsam mit Christoph Beck und Felix Schrack gründete Schuster 2011 das Trio „Das letzte Känguru“, das die beiden Alben Absprung (2014) und Täuschung (2017) veröffentlichte. 2013 gründete er mit der südafrikanischen Sängerin Zoe Modiga und dem Sänger Ndumiso Manana aus Swasiland die Band Seba Kaapstad, zu der zeitweise auch die Pianistin Gee Hye Lee, der Schlagzeuger Thomas Wörle und die Sängerin Franziska Ameli Schuster (seine Schwester) gehörten; 2016 erschien Seba Kaapstads erstes Album Tagore`s, das international auf Tournee vorgestellt wurde. Mittlerweile folgten dessen Alben Thina (2019) und Konke (2020). 2022 trat er im Trio mit Joo Kraus und Jo Ambros auf. Daneben gehörte er zu Uusikuu zum Christoph Beck Quartett, dem Fabian Meyer Trio und der Tumi Mogorosi & Gabi Motuba Band. Er ist auch auf Alben von Dr. Syros, Christoph Neuhaus und Ameli in the Woods zu hören.

## Preise und Auszeichnungen
Schuster war mehrfacher Preisträger (Kontrabass und Klavier) bei Jugend musiziert. 2017 wurde er mit dem Landesjazzpreis Baden-Württemberg ausgezeichnet.

## Diskographische Hinweise
- Das letzte Känguru: Absprung, 2014 (JazzHausMusik)
- Das letzte Känguru feat. Michael Kiedaisch: Täuschung, 2017 (Unit Records)
- Seba Kaaapstad: Thina (Mello Music Group 2019)
- Christoph Beck Quartet: Still Tryin‘, 2020 (Rosenau Records)
- Seba Kaaapstad: Konke (Mello Music Group 2020)